# Faulbach (Bannwald)
Der  Bannwald Faulbach ist ein von der Forstdirektion Freiburg am 20. Februar 2004 durch Verordnung ausgewiesener Bannwald auf dem Gebiet der Gemeinde Oberried im Forstbezirk Kirchzarten im Landkreis Breisgau-Hochschwarzwald.

## Lage und Beschreibung
Der Bannwald liegt im Hochschwarzwald Im Tal der Brugga und des St. Wilhelmer Talbachs etwa drei Kilometer südlich der Ortschaft Oberried. Es handelt sich um einen strukturreichen Laub-Mischwald, der von zahlreichen Felsbändern und Blockhalden durchsetzt ist.
Der Bannwald Faulbach wurde bereits 1975 zum ersten Mal eingerichtet. 1994 erfolgte eine Vergrößerung und im Jahr 2004 eine Neuverordnung. Ein Teil des Bannwaldes ist auch als Naturschutzgebiet Bannwald Faulbach ausgewiesen. Im Südosten schließt der 2017 ausgewiesene Bannwald Faulbach (Südost) an, der wiederum eine Verbindung zu den Bannwäldern Rappenfelsen, Hirschfelsen (Nordost) und Hirschfelsen schafft.
Der Bannwald liegt im FFH-Gebiet Hochschwarzwald um den Feldberg und Bernauer Hochtal, im Vogelschutzgebiet Südschwarzwald und im Naturpark Südschwarzwald. Zudem liegt er in der Kernzone des Biosphärengebiets Schwarzwald.

## Betreuung
Wissenschaftlich betreut wird der Bannwald durch die Forstliche Versuchs- und Forschungsanstalt Baden-Württemberg (FVA).